# 率分堂
率分堂（りつぶんどう/そつぶんどう）とは、平安時代に諸国から徴収された率分を保管するために大蔵省に設置されていた倉庫およびその運営機関。正蔵率分所（しょうぞうりつぶんしょ/しょうぞうそつぶんしょ）・率分蔵（りつぶんぞう/そつぶんぞう）とも。

## 概要
天暦6年（952年）に開始された率分（正確にはそのうちの1つである「正蔵率分」）を保管するために、内裏の北東側、大蔵省の正倉院内にある長殿の東側に設けられた。大蔵省の所管であるが、別当には弁官（平安時代後期の慣例では正左中弁または位階上臈の権左中弁）が、勾当には主計頭・大蔵輔・大監物が補任された他、民部（大）輔が任じられた例もある。その下の下級職員は大蔵省の官人・使部が任じられていたと考えられている。
率分（正蔵率分）は、中央に進上する租税の1割（後に2割）を別納する制度であった。この制度が開始された村上天皇の故事として、天皇が政務について諮問した官人から「率分堂に草候」と財政収入の不振ぶりを奏されて面目を失った話（『古今著聞集』76）が知られているが、実際には当時の財政制度としては比較的安定していた仕組であり、鎌倉時代まで率分からの支出や率分堂の人事に関する記事がみられる。